# Caranx heberi
Caranx heberi es una especie de peces de la familia Carangidae en el orden de los Perciformes.

## Morfología
Los machos pueden llegar alcanzar los 85 cm de longitud total y los 12,5 kg de peso.

## Distribución geográfica
Se encuentra desde las  costas del África Oriental y Madagascar hasta las de Fiyi, Ryukyu y norte de Australia.